# Пјан дела Бреча (Витербо)
Пјан дела Бреча је насеље у Италији у округу Витербо, региону Лацио.
Према процени из 2011. у насељу је живело 50 становника. Насеље се налази на надморској висини од 116 м.